# Väätsa
Väätsa era un comune rurale dell'Estonia centrale, nella contea di Järvamaa. Il centro amministrativo era l'omonimo borgo (in estone alevik).
Nel 2017 è stato inglobato nel comune di Türi.

## Località
Oltre al capoluogo, il comune comprende 10 località (in estone küla):
Aasuvälja, Lõõla, Piiumetsa, Reopalu, Roovere, Röa, Saueaugu, Vissuvere, Väljataguse, Ülejõe.